# Koncentreret solkraft
Koncentreret solkraft også kaldet CSP (international forkortelse for Concentrated Solar Power) er en solkraftteknologi som anvender spejle til at samle sollys fra et stort område og videresende det til et mindre område. Solenergien konverteres derefter til damp ved hjælp af en dampgenerator. Således produceres der vedvarende energi som enten vedvarende varme/kulde eller elektricitet.

Grundet den avancerede teknologi på området er CSP er en miljøvenlig og omkostningsbesparende energikilde. Det omkostningsbesparende aspekt blev understreget med loven om fremme af vedvarende energi af 2008, som yder tilskud til energi produceret af vedvarende energikilder.

## CSP-teknologier
CSP-genereret elektricitet kan skabes på flere måder. De mest brugte teknologier i dag er de nedenstående fire. 
- Parabolsk trug: En spejlanordning, som samler solstrålerne i den centrale del af trugene. Ved hjælp af solstrålerne opvarmes en varmetransmissionsvæske. Herigennem sættes der gang i produktionen af den damp, der driver en dampturbine, som videre driver en generator.
- Soltårne: Et tårn, hvor der på toppen er monteret en modtager, som opfanger solstråler, der er samlet og videresendt af store spejle, som omgiver tårnet. Den samlede solvarme opvarmer vandet i modtageren, vandet fordamper og således drives en dampturbine, som videre driver en generator.
- Heliostater: Hundredvis af spejle, som koncentrerer sollyset mod en enhed på mellem 400 og 1000 grader celsius.
- Parabolsk tallerken: En opsamler er udstyret med en modtager, som sidder centralt i den tallerkenformede opsamler. Denne modtager er med til at varme en væske op, som driver en motor.

## CSP-anlæg
Nedenstående anlæg er nogle af de største og mest kendte i verden. Alle er oppe at køre i dag på nær Desertec, som endnu er i planlægningsfasen. Hvis projektet gennemføres vurderes det i 2050 at ville kunne levere en stor del af strømmen til Nordafrika og Mellemøsten samt 15 % af det samlede energiforbrug i EU. 
- Nevada One i USA
- PS10/PS20 i Spanien
- Andasol 1 i Spanien
- Ibersol Puertollano i Spanien
- Desertec i Sahara

## CSP-virksomheder
Den innovative teknologi i CSP-industrien fordeles blandt flere virksomheder rundt om i verden. Der findes rigtig mange virksomheder, som beskæftiger sig med CSP på den ene eller anden måde, men nogle af de vigtige spillere er nedenstående:
- Aalborg CSP
- Polyteknik
- Ingeteam
- eSolar
- Abengoa Solar
- Initec
- Sener
- Siemens
- Acciona
- Solar Millenium
- Flagsol
- Solar Trust of America
- Solar Reserve